# Мареев, Евгений Анатольевич
Евге́ний Анато́льевич Маре́ев (род. 10 февраля 1960) — советский и российский геофизик, специалист в области физики атмосферы и атмосферного электричества. Руководитель отделения геофизических исследований Института прикладной физики РАН. Академик РАН с 2022 года.
Специалист в области физики атмосферы, атмосферного электричества, генерации и распространения волн в ионосферной и магнитосферной плазме. Имеет более 1500 цитирований своих работ, опубликованных в научных журналах. Индекс Хирша по состоянию на 2022 год — 22.

## Биография
В 1981 году окончил радиофизический факультет Горьковского государственного университета. С августа 1981 года по декабрь 1986 года работал в Научно-исследовательском радиофизическом институте. С декабря 1986 года работает в Институте прикладной физики АН СССР (ныне — Институт прикладной физики РАН).
В 1988 году защитил диссертацию на степень кандидат физико-математических наук. В 1999 году защитил диссертацию на степень доктора физико-математических наук.
Возглавляет лабораторию атмосферного электричества, отдел геофизической электродинамики и отделение геофизических исследований.
29 мая 2008 года избран членом-корреспондентом РАН по отделению наук о Земле по специальности «физика атмосферы».
2 июня 2022 года избран действительным членом РАН по специальности «Физика атмосферы».

## Научные достижения
Является специалистом в области физики атмосферы, атмосферного электричества, генерации и распространения волн в ионосферной и магнитосферной плазме. Вместе со своими сотрудниками выполнил основополагающие работы по теории глобальной атмосферной электрической цепи. Им обнаружены и исследованы так называемые аэроэлектрические структуры. Имеет работы в области электродинамики тумана, физики турбулентного электрического динамо, а также по инициации разрядов в средней атмосфере.
Е. А. Мареев разработал теорию генерации электрического поля в проводящей среде и показал, как она может быть применена по отношению к реальной атмосфере с целью решения задачи возникновения грозового электричества.
Е. А. Мареевым развита теория квазистационарных резонансных полей источников в магнитоактивной плазме. Эти результаты получили практическое применение при изучении и диагностики атмосферных и ионосферных явлений, связанных с геофизическими турбулентностями с учётом их электромагнитного окружения.
Под руководством Е. А. Мареева в Институте прикладной физики РАН создана лаборатория геофизической электродинамики, где экспериментально и теоретически исследуется широкий круг задач физики атмосферы, в том числе проблемы климатологии молнии, грозопеленгации и грозозащиты, проводится лабораторное моделирование атмосферных процессов.

## Преподавание
Является профессором Нижегородского государственного университета и Нижегородского государственного педагогического университета. Читает курсы по геофизической электродинамике и атмосферному электричеству.

## Награды
- Почётная грамота Президента Российской Федерации (5 февраля 2024 года) — за заслуги в развитии отечественной науки, многолетнюю плодотворную деятельность и в связи с 300-летием со дня основания Российской академии наук[2].